# Тенсегриті
Тенсегриті - каркасна система стискання-розтягування (від англ. словосполучення «tensional integrity» — поєднання шляхом натягування). Конструкція складається з системи трубок та тросів, в якій трубки працюють на стискання, а троси — на розтягування. В конструкції трубки «зависають» у просторі, не спираючись одна на одну, а їх взаємовідношення забезпечують розтягнуті троси.
Поширеність та популяризація терміна «тенсегриті» пов'язують з ім'ям американського письменника Карлос Кастанеда.
Тенсегриті є запатентованою торговою маркою.
Термін широко використовується сучасним світом: архітектурою та будівництвом, дизайнерськими технологіями, методиками соціології, медика-біологічними дисциплінами, оздоровчими гімнастичними системами, які працюють в площині Ментальний фітнес. Окрема тема — Езотерика.

## Тенсегриті: Магічні паси магів стародавньої Мексики
Назва Тенсегри́ті була дана сучасній версії магічних пасів, а також гнучкому і енергетично ефективному способу життя — шляху з серцем — якому Дон Хуан вчив своїх учнів Карлоса Кастанеду, Флоринду Доннер-Грау, Тайшу Абеляр і Керол Тіггс.

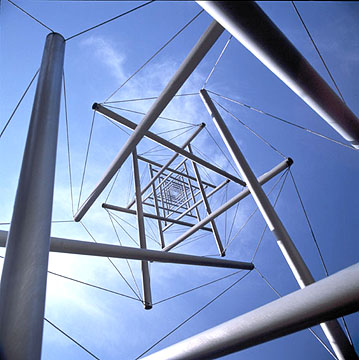
Структура тенсегриті

Дон Хуан був індіанцем племені я́кі з штату Аризона США і Сонора в Мексиці. Він був нащадком лінії видців (vision-англ.), яка походила з Древньої Мексики. Ці видці прагнули до свободи сприйняття — свободи сприймати те, що квантова фізика тепер вважає основою природи всесвіту — енергію. Енергетичний всесвіт, згідно з уявленням мексиканських видячих, був організованою силою, яка володіє розумом, силою названою наміром.
Життєво необхідним інструментом для тих видців були магічні паси: положення, рухи тіла і дихання, котрі ранні видці їх лінії сновиділи і відстежували тисячі років тому. Процес дихання в ході цих положень і рухів, відкриті за допомогою сновидіння, дозволив тому, хто практикує, простим і доступним способом підняти його чи її життєвий стан за допомогою перенаправлення і відновлення природного потоку енергії. Що в свою чергу приводило до здатності бути в моменті тут і зараз. На противагу перебуванню в своїх думках, емоціях — а також в шаблоні дихання з минулого. Такий стан присутності в теперішньому дозволяє енергії зосередитись на перегляді свого життя, а також зробити висновки з свого досвіду, відкриваючи можливості створення нового зв'язку з іншими людьми, собою, землею і життям на землі(видимим і невидимим), з планетами і зірками. Тоді можна зробити новий вибір, як розпоряджатись своєю увагою і енергією у повсякденному житті.
Карлос Кастанеда запозичив термін Тенсегриті від архітектора, вченого, дослідника, новатора і візіонера Р.Бакмінстера Фуллера, сприйняття енергії котрого привело Карлоса до розгляду принципу текучого взаємозв'язку в природі, котру він назвав «тенсегриті», комбінацію напруги і цілісності (англ. tensional integrity), котра описує сили, які працюють в структурі, що сформована кінцевою кількістю елементів стискування, або жорстких елементів, з'єднаних між собою за допомогою еластичних елементів, що придає структурі її загальну цілісність. Завдяки цій еластичній властивості з'єднань зміщення одного об'єкту структури викликає зміщення решти, при цьому відбувається адаптація всієї структури до нової конфігурації.
Фуллер вказував на дерево, котре підтримує життя на землі, як приклад структури тенсегриті в природі. Походячи з сім'я, води, повітря і сонячного світла, дерево виростає в ефективну структуру Тенсегриті, в всередині котрої рухаються соки і гази, дозволяючи їй бути одночасно гнучкою і неймовірно стійкою при розхитуванні, здатною адаптуватись до переміни вітрів і руху ґрунту, підняттю мінералів з надр землі — шматочків зіркового пилу — і води, яка піднімається від землі до неба.
Карлос Кастанеда вважав, що процес, який описує тенсегриті, найвдалішим описом сучасної версії практики вчення Дона Хуана.
У випадку магічних пасів Тенсегриті пов'язане з взаємодією напруги і розслаблення сухожиль і м'язів, і їх енергетичних еквівалентів таким чином, що в результаті збільшиться загальний тонус тіла як фізично-енергетичної одиниці, що сприяє усвідомленому розумінню того, як разом працюють всі частини нашої істоти — сухожилля, м'язи, кості, нервова система, внутрішні органи і так далі, які об'єднані здоровим енергетичним потоком.
Карлос Кастанеда говорив, що у випадку повсякденного життя, Тенсегриті — це мистецтво: мистецтво адаптації до вібрації, можливості використання і руху своєї власної енергії до енергії інших істот таким чином, котрий сприяє цілісності співтовариства, котрим ми є.